# San José de Pillo
San José de Pillo es un caserío peruano ubicado en el distrito de Lagunas, perteneciente a la provincia de Ayabaca del departamento de Piura, al norte del Perú. 

## Ubicación
San José de Pillo se ubica al oeste de la provincia de Ayabaca, en el distrito de Lagunas, en el departamento de Piura.

## Demografía
En 2017 San José de Pillo tenía una población de 116 habitantes.
| Gráfica de evolución demográfica de San José de Pillo entre 1993 y 2017 |
|                                                                         |
| Fuentes: Población 1993 y 2017                                          |